# Gran Premio motociclistico della Malesia 2000
Il Gran Premio motociclistico della Malesia 2000 corso il 2 aprile, è stato il secondo Gran Premio della stagione 2000  e ha visto vincere la Suzuki di Kenny Roberts Jr nella classe 500, Shin'ya Nakano nella 250 e Roberto Locatelli nella 125.
La gara della classe 500, partita asciutta, al 16º giro viene disturbata dalla pioggia e Kenny Roberts, in quel momento in testa, ferma la corsa con il classico braccio alzato. La stessa gara non viene poi ripresa e la classifica finale è quella consolidata al termine del 15º giro.

## Classe 500

### Arrivati al traguardo
| Pos | Nº | Pilota                   | Squadra                    | Motocicletta | Giri | Tempo     | Griglia | Punti |
| --- | -- | ------------------------ | -------------------------- | ------------ | ---- | --------- | ------- | ----- |
| 1   | 2  | Kenny Roberts Jr         | Telefonica Movistar Suzuki | Suzuki       | 15   | 31:58.102 | 1       | 25    |
| 2   | 7  | Carlos Checa             | Marlboro Yamaha            | Yamaha       | 15   | +1.870    | 4       | 20    |
| 3   | 24 | Garry McCoy              | Red Bull Yamaha WCM        | Yamaha       | 15   | +7.190    | 6       | 16    |
| 4   | 4  | Max Biaggi               | Marlboro Yamaha            | Yamaha       | 15   | +13.202   | 3       | 13    |
| 5   | 9  | Nobuatsu Aoki            | Telefonica Movistar Suzuki | Suzuki       | 15   | +22.214   | 11      | 11    |
| 6   | 8  | Tadayuki Okada           | Repsol YPF Honda           | Honda        | 15   | +22.858   | 12      | 10    |
| 7   | 5  | Sete Gibernau            | Repsol YPF Honda           | Honda        | 15   | +25.081   | 14      | 9     |
| 8   | 10 | Alex Barros              | Emerson Honda Pons         | Honda        | 15   | +25.229   | 9       | 8     |
| 9   | 55 | Régis Laconi             | Red Bull Yamaha WCM        | Yamaha       | 15   | +25.522   | 13      | 7     |
| 10  | 99 | Jeremy McWilliams        | Aprilia Grand Prix Racing  | Aprilia      | 15   | +35.874   | 15      | 6     |
| 11  | 17 | Jurgen van den Goorbergh | Rizla Honda                | TSR-Honda    | 15   | +46.150   | 10      | 5     |
| 12  | 31 | Tetsuya Harada           | Aprilia Grand Prix Racing  | Aprilia      | 15   | +46.615   | 16      | 4     |
| 13  | 25 | José Luis Cardoso        | Maxon Dee Cee Jeans        | Honda        | 15   | +1:03.255 | 17      | 3     |
| 14  | 11 | David de Gea             | Proton TEAM KR             | Modenas KR3  | 15   | +1:05.616 | 18      | 2     |
| 15  | 22 | Sébastien Gimbert        | Tecmas Honda Elf           | Honda        | 15   | +1:08.226 | 19      | 1     |
| 16  | 12 | Shane Norval             | Sabre Sport                | Honda        | 15   | +1:42.190 | 21      |       |
| 17  | 6  | Norick Abe               | Antena 3 Yamaha-d'Antin    | Yamaha       | 14   | +1 giro   | 5       |       |

### Ritirati
| Nº | Pilota            | Squadra              | Motocicletta | Giri | Griglia |
| -- | ----------------- | -------------------- | ------------ | ---- | ------- |
| 46 | Valentino Rossi   | Nastro Azzurro Honda | Honda        | 4    | 7       |
| 15 | Yoshiteru Konishi | F.C.C. TSR           | TSR-Honda    | 3    | 20      |
| 1  | Àlex Crivillé     | Repsol YPF Honda     | Honda        | 0    | 8       |
| 65 | Loris Capirossi   | Emerson Honda Pons   | Honda        | 0    | 2       |

## Classe 250

### Arrivati al traguardo
| Pos | Nº | Pilota           | Squadra                    | Motocicletta | Giri | Tempo     | Griglia | Punti |
| --- | -- | ---------------- | -------------------------- | ------------ | ---- | --------- | ------- | ----- |
| 1   | 56 | Shin'ya Nakano   | Chesterfield Yamaha Tech 3 | Yamaha       | 20   | 43:20.928 | 5       | 25    |
| 2   | 19 | Olivier Jacque   | Chesterfield Yamaha Tech 3 | Yamaha       | 20   | +4.042    | 4       | 20    |
| 3   | 74 | Daijirō Katō     | Axo Honda Gresini          | Honda        | 20   | +6.270    | 2       | 16    |
| 4   | 6  | Ralf Waldmann    | Aprilia Germany            | Aprilia      | 20   | +17.172   | 3       | 13    |
| 5   | 13 | Marco Melandri   | Aprilia Grand Prix Racing  | Aprilia      | 20   | +41.679   | 9       | 11    |
| 6   | 14 | Anthony West     | Shell Advance Honda        | Honda        | 20   | +43.577   | 8       | 10    |
| 7   | 37 | Luca Boscoscuro  | Diesel Vasco Rossi Racing  | Aprilia      | 20   | +46.589   | 6       | 9     |
| 8   | 9  | Sebastián Porto  | Edo Racing                 | Yamaha       | 20   | +50.730   | 16      | 8     |
| 9   | 30 | Alex Debón       | CC Valencia Airtel Aspar   | Aprilia      | 20   | +57.955   | 19      | 7     |
| 10  | 66 | Alex Hofmann     | Racing Factory             | Aprilia      | 20   | +58.477   | 12      | 6     |
| 11  | 8  | Naoki Matsudo    | Petronas Sprinta Team TVK  | Yamaha       | 20   | +58.659   | 11      | 5     |
| 12  | 24 | Jason Vincent    | Padgetts M/C Sales         | Aprilia      | 20   | +59.380   | 23      | 4     |
| 13  | 21 | Franco Battaini  | Motoracing Battaini        | Aprilia      | 20   | +1:05.180 | 7       | 3     |
| 14  | 44 | Roberto Rolfo    | Tino Villa Racing          | TSR-Honda    | 20   | +1:15.621 | 24      | 2     |
| 15  | 16 | Johan Stigefelt  | Dee Cee Jeans Racing       | TSR-Honda    | 20   | +1:19.994 | 25      | 1     |
| 16  | 41 | Jarno Janssen    | Rizla Honda                | TSR-Honda    | 20   | +1:31.080 | 17      |       |
| 17  | 25 | Vincent Philippe | Axo Honda Gresini          | TSR-Honda    | 20   | +1:33.083 | 27      |       |
| 18  | 18 | Shahrol Yuzy     | Petronas Sprinta Team TVK  | Yamaha       | 20   | +1:45.662 | 18      |       |
| 19  | 12 | Mike Baldinger   | Yamaha Kurz Aral           | Yamaha       | 20   | +1:46.346 | 26      |       |

### Ritirati
| Nº | Pilota             | Squadra                   | Motocicletta | Giri | Griglia |
| -- | ------------------ | ------------------------- | ------------ | ---- | ------- |
| 31 | Lucas Oliver Bultó | Antena 3 Yamaha-d'Antin   | Yamaha       | 13   | 28      |
| 54 | David García       | PR2 - Circuito de Almería | Aprilia      | 12   | 14      |
| 10 | Fonsi Nieto        | Antena 3 Yamaha-d'Antin   | Yamaha       | 10   | 22      |
| 77 | Jamie Robinson     | QUB Team Optimum          | Aprilia      | 7    | 15      |
| 15 | Adrian Coates      | QUB Team Optimum          | Aprilia      | 4    | 13      |
| 11 | Ivan Clementi      | Campetella Racing         | Aprilia      | 0    | 21      |
| 26 | Klaus Nöhles       | Aprilia Germany           | Aprilia      | 0    | 10      |
| 4  | Tōru Ukawa         | Shell Advance Honda       | Honda        | 0    | 1       |
| 42 | David Checa        | Team Fomma                | TSR-Honda    | 0    | 20      |

## Classe 125

### Arrivati al traguardo
| Pos | Nº | Pilota             | Squadra                     | Motocicletta | Giri | Tempo     | Griglia | Punti |
| --- | -- | ------------------ | --------------------------- | ------------ | ---- | --------- | ------- | ----- |
| 1   | 4  | Roberto Locatelli  | Diesel Vasco Rossi Racing   | Aprilia      | 19   | 43:30.945 | 3       | 25    |
| 2   | 41 | Yōichi Ui          | Derbi Racing                | Derbi        | 19   | +0.161    | 3       | 20    |
| 3   | 32 | Mirko Giansanti    | Benetton Playlife           | Honda        | 19   | +0.163    | 9       | 16    |
| 4   | 1  | Emilio Alzamora    | Telefonica Movistar Team    | Honda        | 19   | +1.299    | 4       | 13    |
| 5   | 5  | Noboru Ueda        | Givi Honda LCR              | Honda        | 19   | +6.246    | 1       | 11    |
| 6   | 23 | Gino Borsoi        | LAE - UGT 3000              | Aprilia      | 19   | +6.315    | 12      | 10    |
| 7   | 8  | Gianluigi Scalvini | Bossini Fontana Racing      | Aprilia      | 19   | +11.098   | 15      | 9     |
| 8   | 3  | Masao Azuma        | Benetton Playlife           | Honda        | 19   | +11.329   | 7       | 8     |
| 9   | 17 | Steve Jenkner      | Pev Massivhaus ADAC Sac     | Honda        | 19   | +11.540   | 14      | 7     |
| 10  | 26 | Ivan Goi           | Team Fomma                  | Honda        | 19   | +15.917   | 11      | 6     |
| 11  | 22 | Pablo Nieto        | Derbi Racing                | Derbi        | 19   | +23.496   | 17      | 5     |
| 12  | 29 | Ángel Nieto Jr     | Telefonica Movistar Team    | Honda        | 19   | +26.226   | 16      | 4     |
| 13  | 11 | Max Sabbatani      | Racing Service              | Honda        | 19   | +30.126   | 6       | 3     |
| 14  | 16 | Simone Sanna       | Diesel Vasco Rossi Racing   | Aprilia      | 19   | +34.564   | 10      | 2     |
| 15  | 35 | Reinhard Stolz     | R.S. Adac - Esch Racing     | Honda        | 19   | +56.991   | 20      | 1     |
| 16  | 15 | Alex De Angelis    | Chupa Chups Matteoni Racing | Honda        | 19   | +1:02.794 | 19      |       |
| 17  | 18 | Toni Elías         | Chupa Chups Matteoni Racing | Honda        | 19   | +1:03.411 | 18      |       |
| 18  | 9  | Lucio Cecchinello  | Givi Honda LCR              | Honda        | 19   | +1:04.648 | 8       |       |
| 19  | 24 | Leon Haslam        | Italjet Moto                | Italjet      | 19   | +1:25.423 | 24      |       |
| 20  | 48 | Decha Kraisart     | Siam Yamaha Thailand        | Yamaha       | 19   | +2:14.740 | 27      |       |

### Ritirati
| Nº | Pilota             | Squadra                  | Motocicletta | Giri | Griglia |
| -- | ------------------ | ------------------------ | ------------ | ---- | ------- |
| 51 | Marco Petrini      | Semprucci Biesse Aprilia | Aprilia      | 14   | 23      |
| 39 | Jaroslav Huleš     | Italjet Moto             | Italjet      | 14   | 22      |
| 10 | Adrián Araujo      | Antinucci Racing         | Honda        | 12   | 25      |
| 53 | William De Angelis | Semprucci Biesse Aprilia | Aprilia      | 11   | 21      |
| 21 | Arnaud Vincent     | CC Valencia Airtel Aspar | Aprilia      | 10   | 2       |
| 12 | Randy de Puniet    | Scrab Competition        | Aprilia      | 10   | 13      |
| 49 | Suhathai Chamsub   | Honda Castrol Thailand   | Honda        | 1    | 26      |